# Keratsini-Drapetsona
Keratsini-Drapetsona (Grieks: Κερατσίνι-Δραπετσώνα) is sedert 2011 een fusiegemeente (dimos) in de Griekse bestuurlijke regio (periferia) Attica.
De twee deelgemeenten (dimotiki enotita) van de fusiegemeente zijn:
- Drapetsona (Δραπετσώνα)
- Keratsini (Κερατσίνι)

## Overleden
- Pavlos Fyssas (1979-2013), Grieks hiphop-artiest en antifascistisch activist